# Bons-Tassilly
Bons-Tassilly és un municipi francès situat al departament de Calvados i a la regió de Normandia. L'any 2007 tenia 392 habitants.

## Demografia

### Població
El 2007 la població de fet de Bons-Tassilly era de 392 persones. Hi havia 144 famílies de les quals 32 eren unipersonals (16 homes vivint sols i 16 dones vivint soles), 40 parelles sense fills, 68 parelles amb fills i 4 famílies monoparentals amb fills.
La població ha evolucionat segons el següent gràfic:
Habitants censats

### Habitatges
El 2007 hi havia 160 habitatges, 150 eren l'habitatge principal de la família, 9 eren segones residències i 1 estava desocupat. 147 eren cases i 12 eren apartaments. Dels 150 habitatges principals, 123 estaven ocupats pels seus propietaris, 25 estaven llogats i ocupats pels llogaters i 2 estaven cedits a títol gratuït; 1 tenia una cambra, 2 en tenien dues, 26 en tenien tres, 25 en tenien quatre i 96 en tenien cinc o més. 118 habitatges disposaven pel capbaix d'una plaça de pàrquing. A 69 habitatges hi havia un automòbil i a 72 n'hi havia dos o més.

### Piràmide de població
La piràmide de població per edats i sexe el 2009 era:
| Homes | Edats   | Dones |
| ----- | ------- | ----- |
| 0     | 95 o +  | 4     |
| 0     | 90 a 94 | 0     |
| 0     | 85 a 89 | 0     |
| 0     | 80 a 84 | 0     |
| 16    | 75 a 79 | 16    |
| 12    | 70 a 74 | 12    |
| 8     | 65 a 69 | 4     |
| 8     | 60 a 64 | 12    |
| 8     | 55 a 59 | 8     |
| 8     | 50 a 54 | 4     |
| 12    | 45 a 49 | 16    |
| 20    | 40 a 44 | 20    |
| 28    | 35 a 39 | 16    |
| 4     | 30 a 34 | 4     |
| 12    | 25 a 29 | 12    |
| 8     | 20 a 24 | 8     |
| 12    | 15 a 19 | 12    |
| 24    | 10 a 14 | 12    |
| 20    | 5 a 9   | 20    |
| 4     | 0 a 4   | 8     |

## Economia
El 2007 la població en edat de treballar era de 231 persones, 176 eren actives i 55 eren inactives. De les 176 persones actives 161 estaven ocupades (93 homes i 68 dones) i 15 estaven aturades (6 homes i 9 dones). De les 55 persones inactives 18 estaven jubilades, 21 estaven estudiant i 16 estaven classificades com a «altres inactius».

### Ingressos
El 2009 a Bons-Tassilly hi havia 152 unitats fiscals que integraven 405 persones, la mediana anual d'ingressos fiscals per persona era de 16.941 €.

### Activitats econòmiques
Dels 12 establiments que hi havia el 2007, 1 era d'una empresa extractiva, 1 d'una empresa alimentària, 5 d'empreses de construcció, 1 d'una empresa de comerç i reparació d'automòbils, 1 d'una empresa d'informació i comunicació, 1 d'una empresa immobiliària, 1 d'una empresa de serveis i 1 d'una empresa classificada com a «altres activitats de serveis».
Dels 4 establiments de servei als particulars que hi havia el 2009, 1 era un paleta, 1 guixaire pintor, 1 fusteria i 1 lampisteria.
L'únic establiment comercial que hi havia el 2009 era una fleca.
L'any 2000 a Bons-Tassilly hi havia 8 explotacions agrícoles que ocupaven un total de 236 hectàrees.

## Equipaments sanitaris i escolars
El 2009 hi havia una escola elemental.

## Poblacions més properes
El següent diagrama mostra les poblacions més properes.